# 哈卡斯人
哈卡斯人（Khakas， 亦作Hakas），又称“米努辛斯克鞑靼人”、“阿巴坎鞑靼人”、“叶尼塞鞑靼人”等。使用哈卡斯语，分萨盖、卡钦、克孜尔3种方言，属突厥语族。

## 分布
哈卡斯人主要分布在俄羅斯哈卡斯共和國、部分分布在克拉斯诺亚尔斯克等地，另外還有一部份分布在中國黑龍江省齐齐哈尔市富裕縣，現在約有1500人，被称为富裕柯尔克孜人，目前被劃分为柯尔克孜族。

## 族源與歷史
哈卡斯人原分五部，即“卡钦”、“萨盖”、“克孜尔”、“别尔季尔”和“科伊巴尔”。其起源有爭議，有學者認為哈卡斯人是在17、18世纪时，叶尼塞吉尔吉斯人、凱特人和萨莫耶德语族等逐漸融合而形成的。他們曾經建立一帝國，後受准噶尔部攻擊，俄羅斯用很大氣力征服他們，要他們交牙薩克。人们认为他们与柯尔克孜族同源，也是原中亚人。中国黑龙江富裕县乌裕尔河畔五姓柯尔克孜事实上即哈卡斯人。

## 語言文字
哈卡斯人使用哈卡斯语，属突厥语族北突厥語群，分萨盖、卡钦、克孜尔三种方言。
1926年创制了以西里爾字母為基础的拼音文字，1929年一度改用拉丁字母，1939年又恢復使用西里爾字母。

## 經濟生活
哈卡斯人傳統生活方式是半游牧半狩猎，也種植小麥、燕麥等。

## 宗教信仰
哈卡斯人本信仰薩滿教，19世紀以來，被沙俄征服后，一些民眾在形式上皈依東正教，但仍然保留一些薩滿教傳統。分布在中國黑龍江省的則信仰藏传佛教。

## 娛樂
哈卡斯人會玩一種近似土耳其跳棋的棋類，稱為哈卡斯跳棋。

## 外部連結
- NUPI - Centre for Asian Studies profile
- Khakassia[永久]
- The Sleeping Warrior: New Legends in the Rebirth of Khakass Shamanic Culture
- «Мир в лицах»: фотограф полгода путешествовал по Сибири, где заснял представителей коренных народов России （页面存档备份，存于）